# O princezne Jasnence a létajícím sevci
Prințesa Jasnenka și cizmarul zburător (în cehă O princezně Jasněnce a létajícím ševci) este un film fantastic de basm cehoslovac din 1987 în regia lui Zdeněk Troška; cu Michaela Kuklová și Jan Potměšil în rolurile principale (și titulare). Se bazează pe un basm al scriitorului ceh Jan Drda.
O princezne Jasnence a létajícím sevci a fost filmat în castele din Boemia și Moravia. A fost proiectat la diverse festivaluri de film și este considerat un clasic de către canalul național ceh TV Nova.

## Prezentare
Eclipsa de soare
Într-o zi soarele nu mai răsare, din cauza vrăjitoarei din pădure care a copt cocoșul doamnei Soare, cocoș care cheamă soarele. De aceea, doamna Soare va merge la rege pentru a soluționa disputa. Hotărând în favoarea doamnei Soarelui, cocoșul prinde viață și aduce soarele. Dar bătrânei vrăjitoare nu-i place acest lucru și îi spune prințesei că se va căsători cu un cizmar. Regele se teme de asta și de aceea își închide fiica în turn.
Prințesa din turn
Basmul spune povestea unui tânăr ajutor de cizmar Jíra (Jan Potměšil), care face aripi din piele fină și învață să zboare cu ele. Prințesa Jasněnka (Michaela Kuklová) locuiește în castelul regal, asupra ei a fost aruncat un blestem întunecat rostit de o puternică vrăjitoare malefică (Helena Růžičková), așa că regele (Lubor Tokoš) a închis-o pe prințesă într-un turn înalt. Cizmarul dă peste turnul în care este închisă Jasněnka. Cei doi se îndrăgostesc, iar Jíra se întoarce la turn pentru a o lua pe Jasněnka, spre groaza paznicilor de la castel care cred că Jíra este Lucifer. O eliberează din turn cu ajutorul aripilor sale și în cele din urmă rupe blestemul a două vrăjitoare.
Jasněnka și Jíra se căsătoresc, dar vrăjitoarele sunt hotărâte să le distrugă fericirea. O fac pe Jasněnka să distrugă bucătăria familiei, considerând că Jíra o va bate, dar când acesta ajunge acasă, totul i se pare amuzant. Vrăjitoarele inventează, de asemenea, o poțiune pentru de șters memoria căreia Jira îi cade victimă, dar reușește să-și aducă aminte cine este.

## Distribuție
- Michaela Kuklová  -  prințesa Jasněnka
- Jan Potměšil  -  Jíra, cizmarul
- Lubor Tokoš - regele, tatăl prințesei Jasnenka
- Antonie Hegerlíková - bona
- Helena Růžičková - vrăjitoarea malefică
- Yvetta Blanarovičová  -  Černava, vrăjitoare
- Oto Ševčík - Řimbuch
- Jana Preissová - vocea Soarelui
- Zdeněk Podhůrský - prinț negru

## Producție

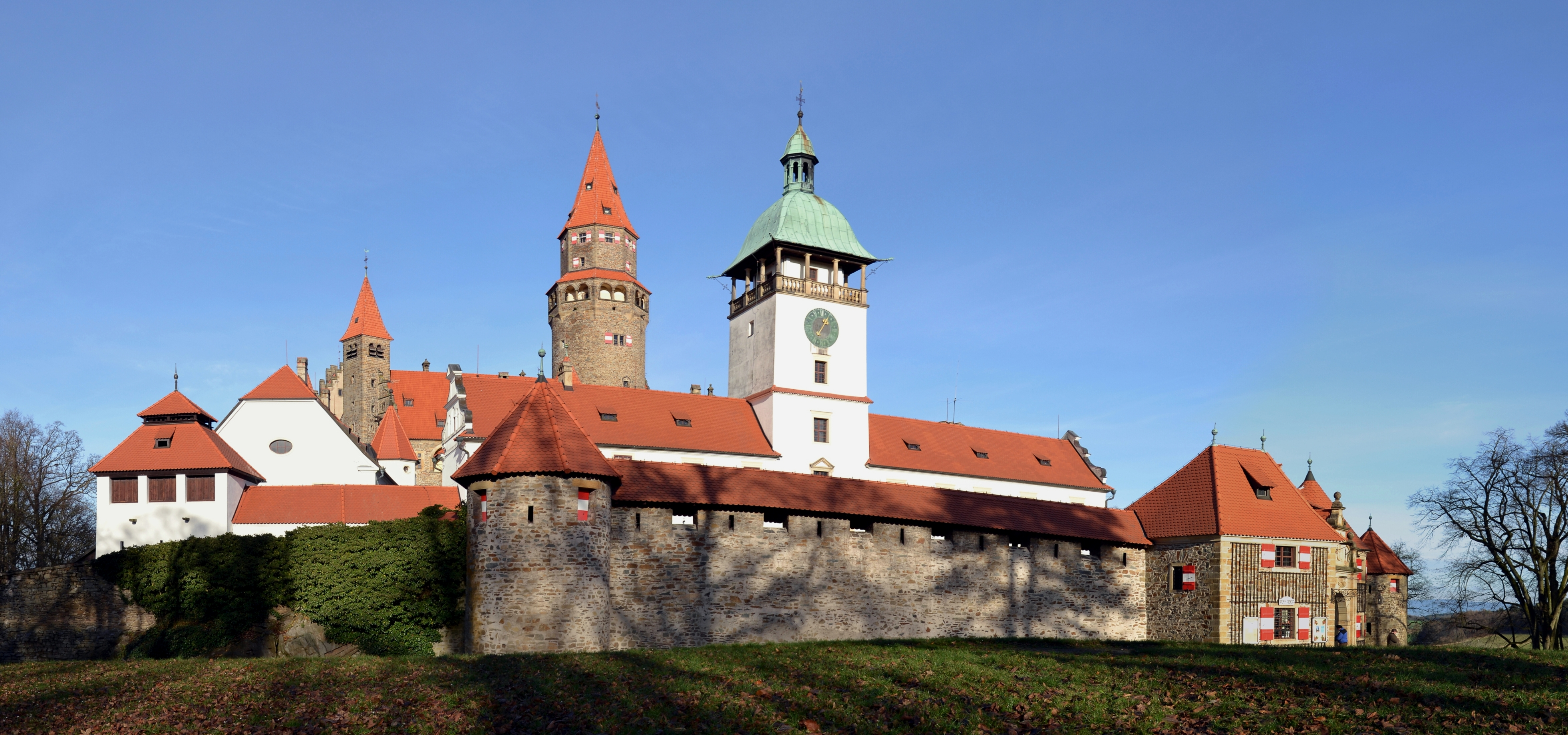
Castelul Bouzov unde au avut loc o parte din filmări

Regizorul Zdeněk Troška a realizat mai multe filme de basm, urmând adesea tipare în care un tânăr se aventurează dintr-o zonă rurală pentru a-și găsi dragostea și pentru a învinge dușmanii corupți. Alte filme asemănătoare ale sale sunt Nejkrásnejsí hádanka, Princezna ze mlejna și continuarea Princezna ze mlejna 2.
Pentru filmul O princezne Jasnence a létajícím sevci, Troška și scenaristul Karel Steigerwald au adaptat o poveste de basm a scriitorului ceh și membru al Partidului Comunist din Cehoslovacia, Jan Drda. A fost produs de studiourile Barrandov, cu sediul la Praga. O parte a producției a fost filmată în castelele Bouzov (scenele cu întâlnirea dintre Jira și prințesă în turn) și Vítkovec, acesta din urmă fiind aproape de Holany. Locuința vrăjitoarelor a fost filmată în spațiile stâncoase excavate ale castelului Frýdštejn.  Pentru scena în care Jira o salvează pe Jasnenka din turn, s-a produs o explozie și un incendiu în timpul filmărilor, care au înspăimântat actorii principali. Troška a remarcat că Michaela Kuklová, care în acel moment avea 17 ani, a plâns de teamă. Aripile lui Jira au fost inspirate de un desen din secolul al XV-lea al artistului Leonardo da Vinci.
Míša Kuklová care a interpretat-o pe prințesa Jasněnka își aduce aminte de filmări într-un mod negativ. Helena Růžičková care a jucat rolul vrăjitoarei malefice a plesnit-o cu pantofii atât de tare încât i s-a rupt gura și a fost învinețită.
Jan Potměšil, care a interpretat rolul cizmarului Jíra, la doi ani după premiera acestui film a avut un accident fatal, după care a rămas într-un scaun cu rotile. Cu toate acestea a rămas un actor activ. În 2013, era membru al ansamblului de teatru Kašpar, care apare pe scena Teatrului Celetná din Praga.

## Lansare

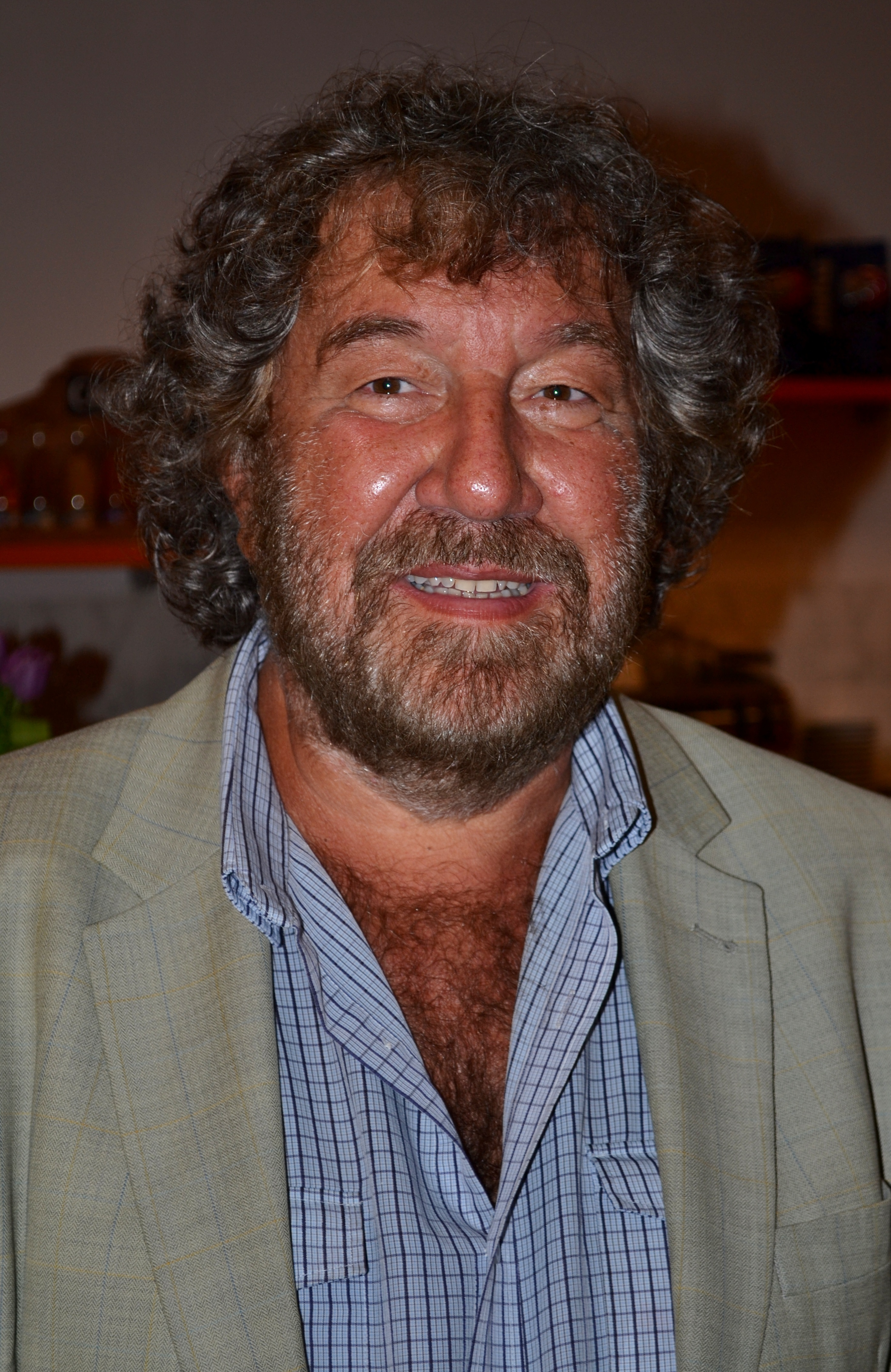
Zdeněk Troška este cunoscut pentru filmele de basm pe care le-a regizat

Filmul a fost lansat în cinematografele din Cehoslovacia la 1 decembrie 1987. În limba engleză titlul a fost tradus ca Princess Jasnenka and the Flying Shoemake sau Princess Jasna and the Flying Cobbler. În septembrie 2002, a fost proiectat în cadrul seriei denumită Săptămâna filmelor cehe și slovace la Pretoria, în Africa de Sud. A fost proiectat din nou în cadrul aceleiași serii, de data aceasta în Cape Town, în septembrie și octombrie 2002.
Filmul a fost proiectat într-un festival internațional de film contemporan ceh din Zimbabwe în octombrie și noiembrie 2002. Ulterior, a fost lansat pe un DVD în Republica Cehă la 1 martie 2004.

## Comparație cu basmul
Filmul corespunde în esență basmului lui Jan Drda. Cu toate acestea, la Drda, vrăjmășia dintre soare și vrăjitoare este mai puțin evidentă. În film, regele este în cele din urmă mulțumit de decizia fiicei sale de a se căsător cu cizmarul. Basmul cizmarului lui Jan Drda seamănă cu basmul fraților Grimm „Vom Schreiner und Drechsler” (Despre dulgher și strungar).
Basmul lui Drda conține motive tipice de basm: soarele ca o femeie frumoasă, vrăjitoarea rea, un turn în care este închisă o prințesă și un rege care nu este de acord cu alegerea iubirii fiicei sale.

## Recepție
Lexiconul filmului german Zweitausendeins a lăudat designul imaginat al filmului. Autorul Peter Harnes a scris că filmele lui Troška nu au reușit să depășească opera regizorilor Jiří Trnka și Jan Švankmajer. În 2013, televiziunea cehă Nova a numit filmul (și basmul) ca unul dintre cele mai populare.